# Hrabstwo Park (Kolorado)
Hrabstwo Park (ang. Park County) – hrabstwo w stanie Kolorado w Stanach Zjednoczonych. Hrabstwo zajmuje powierzchnię 5680 km². Według szacunków United States Census Bureau w roku 2010 liczyło 16 206 mieszkańców. Siedzibą administracyjną hrabstwa jest Fairplay.

## Miasta
- Alma
- Fairplay
- Guffey (CDP)